# Thoracantha spegazzinii
Thoracantha spegazzinii är en stekelart som först beskrevs av Gemignani 1933.  Thoracantha spegazzinii ingår i släktet Thoracantha och familjen Eucharitidae. Inga underarter finns listade i Catalogue of Life.